# Niedersächsische Küche
Die niedersächsische Küche besteht aus einer Vielzahl regionaler, norddeutscher Küchen, die sich aber in weiten Teilen ähneln, so beispielsweise der Oldenburger, Braunschweiger, oder der ostfriesischen Küche. Sie ist meist bodenständig und zum Teil deftig. Die Küche der als Enklaven in Niedersachsen liegenden Städte Bremen und Bremerhaven unterscheidet sich nicht wesentlich von derjenigen der umliegenden niedersächsischen Gebiete.

## Suppen und Eintöpfe
Vor dem Essen wird gerne eine Suppe gereicht. Beliebt ist hierbei die Hochzeitssuppe, eine Fleischbrühe. An der Nordseeküste ist eine Pflanze namens Stranddreizack (Triglochin maritimum) auch unter dem Namen „Röhrkohl“ bekannt. Diese wächst im Bereich der Salzwiesen direkt in Ufernähe und wird wie Grünkohl als deftiger Eintopf zubereitet. Andere ländliche Gerichte aus der Küstenregion sind Steckrübeneintopf sowie Birnen, Bohnen und Speck, ein Eintopfgericht.

## Fleischgerichte
In der Lüneburger Heide und im Bremer Umland sowie im Schaumburger Land isst man gerne Kochwurst (Bregenwurst, Kohlwurst, Pinkelwurst), Knipp (eine Grützwurst, die auch im Raum Hannover verbreitet ist), Wild oder Wildgeflügel. Eine auch international bekannte Wurstspezialität ist die „Braunschweiger“, in der Lüneburger Heide Braten und Schinkenspezialitäten von der Heidschnucke.

## Fisch
Typische Fischgerichte sind zum einen in Küstennähe und im Bereich von Elbe-, Weser-, Jade- und Emsmündung Scholle, Butt, Hering, Stint und Makrele, im Binnenland wird häufig aber auch Forelle oder Aal gegessen. Aal gilt insbesondere als Spezialität rund ums Steinhuder Meer und Zwischenahner Meer.

## Gemüse und Beilagen

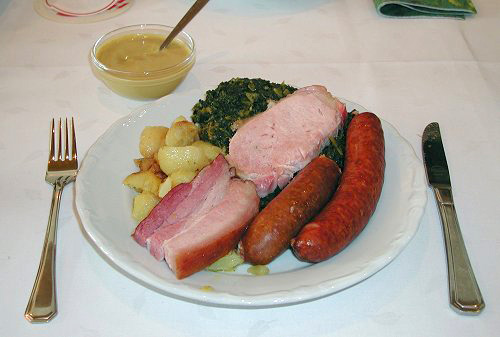
Grünkohlgericht mit Pinkel (mittig), Kochwurst, Kassler und Speck

Am häufigsten kommen Kartoffeln als Beilage vor, welche in verschiedenen Variationen, vor allem als Salz- oder Bratkartoffeln, gegessen werden. Beliebtes und landestypisches Gemüse im Winter ist der Grünkohl, der regional – beispielsweise in Bremen und im Braunschweiger Land – auch als „Braunkohl“ bezeichnet wird. Ein mit dem Gemüse verbundener Brauch sind die sogenannten „Kohltouren“ in Verbindung mit einem Grünkohlessen. Rund um Burgdorf, Nienburg, Braunschweig, im Osnabrücker Land und im Oldenburger Münsterland sowie im Südteil der Lüneburger Heide und auf der Stader Geest wird Spargel angebaut und gern gegessen.

## Süßspeisen und Kuchen
Zum Kaffee isst man häufig Butterkuchen, Torten oder andere Desserts wie die Welfenspeise.
Ein weiteres traditionelles Gebäck ist Heidesand. Diese Plätzchen gibt es insbesondere in der Weihnachtszeit.

## Getränke

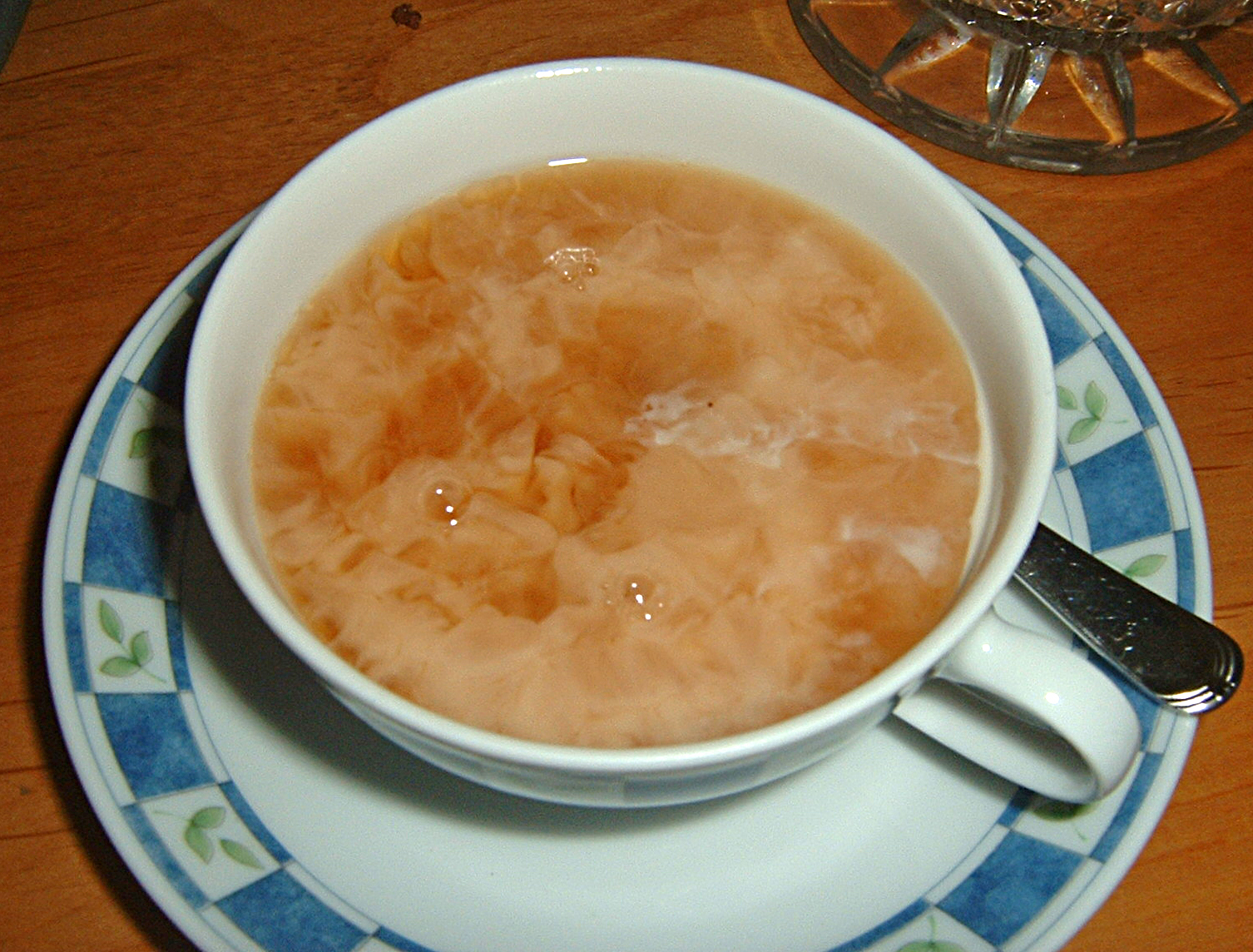
Ostfriesentee

Niedersachsen ist die Heimat vieler Brauereien, so z. B. in Braunschweig, Jever, Einbeck, Altenau und Hannover. Drei der ältesten, teilweise schon seit dem Mittelalter gebrauten Biere sind die Braunschweiger Mumme, die Goslarer Gose und das Ducksteiner.
Der seit 1935 im niedersächsischen Wolfenbüttel hergestellte Kräuterlikör Jägermeister ist die erfolgreichste deutsche Spirituosenmarke im weltweiten Wettbewerb. Sie lag 2012 auf dem siebten Platz der Weltrangliste der Top-100-Premiumspirituosen. In dem Jahr wurden 89,2 Millionen 0,7-Liter-Flaschen verkauft, davon 80 % in mehr als 90 Ländern. Wichtigster Absatzmarkt ist Nordamerika mit etwa 31,2 Millionen verkauften Flaschen. Ein Zentrum der Spirituosenherstellung ist das emsländische Haselünne, wo seit dem 18. Jahrhundert Korn gebrannt wird.
Im Allgemeinen wird in Niedersachsen Kaffee gegenüber Tee bevorzugt; in den Küstenregionen, insbesondere in Ostfriesland und Friesland wird vor allem kräftiger Tee (Assam) mit Kandis und Sahne getrunken. In z. T. weniger verfeinerter Form ist Tee auch das traditionelle Heißgetränk im südlich an Ostfriesland anschließenden Emsland.